# Milad
Milad foi uma banda brasileira de música popular brasileira, de temáticas cristãs, formada em Goiânia, em 1984.
O grupo foi um dos mais notórios e conceituados da música cristã brasileira nos anos 80. O grupo teve várias formações e músicos profissionais de dedicação em tempo integral, mas se destacou com o cantor João Alexandre nos vocais, violão, guitarra e como o principal compositor até 1990. Nesta época, a banda excursionou por todo o Brasil, promovendo retiros e apoiando outras manifestações culturais, como o teatro e dança.
A banda se manteve ativa até 2003, quando o casal Wesley Vasques e Marlene Vasques estavam a frente do grupo e desejaram encerrar as atividades, seguindo com outros projetos.
Muitas das canções do grupo, como "Olhos no Espelho" e "Pra Cima, Brasil", foram regravadas na carreira solo de João Alexandre, também por outros artistas.

## Discografia
Álbuns de estúdio
- 1985: Água Viva
- 1986: Milad 1
- 1987: Retratos de Vida
- 1989: Milad 2
- 1990: Pra Cima Brasil!
- 1995: Milad 3
- 1998: Recomeçar